# Conferência de Katowice

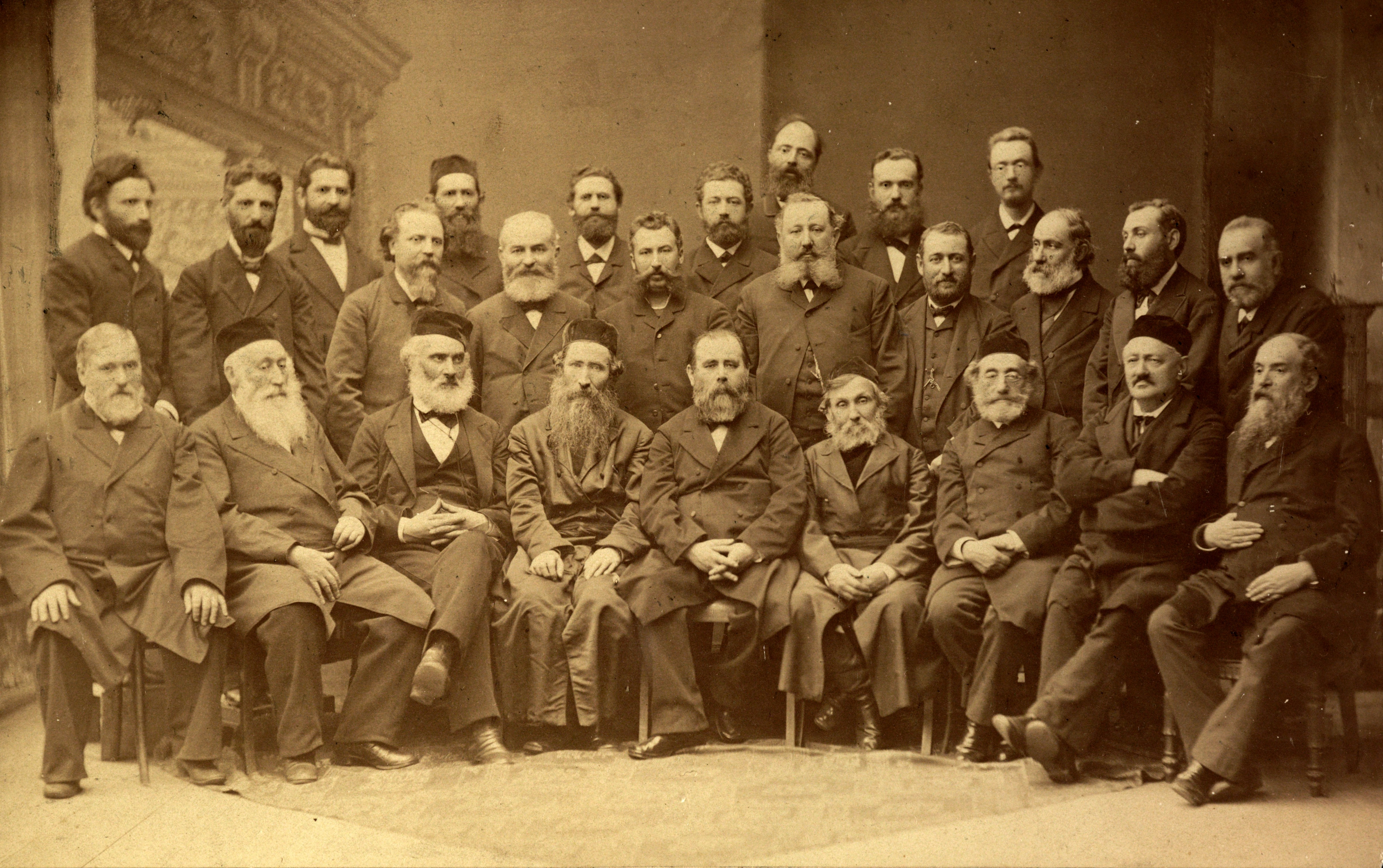
Participantes da Conferência de Katowice

A Conferência de Katowice (ou Conferência de Kattowitz) foi uma convenção de grupos Hovevei Zion de vários países realizada em Kattowitz, Alemanha (atualmente Katowice, na Polônia) em novembro de 1884. Foi realizada para discutir a necessidade de um estado judeu e para desenvolver um plano para a criação desse estado. A data original da conferência foi escolhida para coincidir com o 100º aniversário de nascimento de Moses Montefiore.
A conferência foi presidida por Leon Pinsker e contou com a presença de 32 pessoas, sendo 22 da Rússia. Foi a primeira reunião pública de sionistas, realizada 13 anos antes do Primeiro Congresso Sionista.

## História
O movimento Hovevei Zion começou na Rússia e na Romênia e lentamente se espalhou para o resto do mundo judaico. Os primeiros membros importantes foram: Chaim Weizmann, Ahad Ha'am, Menachem Ussishkin, Israel Zangwill e Leo Motzkin. As organizações Hovevei Zion eram geralmente pequenas e independentes. Em 1882, Leon (Yehuda Leib) Pinsker, influenciado pelos pogroms em sua cidade de Odessa, publicou anonimamente o panfleto “Auto-Emanzipation. Ein Mahnruf an seine Stammesgenossen. Von einem russischen Juden ” ( "Auto-Emancipação. Um Aviso Dirigido a Seus Irmãos. Por um Judeu Russo") no qual Pinsker descreveu sua crença de que a causa raiz do antissemitismo era que os judeus eram um povo sem uma nação própria. Ele propôs que os judeus se organizassem para o estabelecimento de uma pátria judaica.

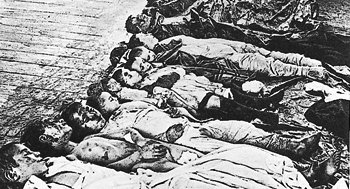
Acredita-se que a foto mostre as vítimas, a maioria crianças judias, de um pogrom de 1905 em Yekaterinoslav (hoje Dnipro).

As ondas de pogroms no Império Russo de 1881 a 1884 e as Leis antissemitas de Maio de 1882, introduzidas pelo czar Alexandre III da Rússia, afetaram profundamente as comunidades judaicas e incentivaram o movimento Hovevei Zion a agir e organizar a conferência. A crescente separação das comunidades judaicas devido à repentina liberdade e assimilação também era motivo de ação, pois muitos temiam que o antigo senso de nacionalidade unificada do judaísmo desaparecesse.
Com o início do movimento para colonizar Eretz Israel no início da década de 1880 e o estabelecimento das sociedades Ḥovevei Zion em vários países, foi expressa a necessidade de criação de um centro para coordenar as primeiras atividades sionistas. O único país em que um comitê central funcionava era a Romênia. Uma tentativa de fundar um comitê central na Rússia, feita em uma pequena conferência em Bialystok em 1883, não produziu resultados; outras tentativas também falharam. No final, Leon Pinsker, Moses Leib Lilienblum, Hermann Schapira e Max Emmanuel Mandelstamm tomaram a iniciativa de convocar uma conferência. Por sugestão de David Gordon, Katowice, então na Alemanha, foi escolhida como local para a conferência. Sua data foi fixada para 27 de outubro de 1884, o 100º aniversário do nascimento de Moses Montefiore, por proposta da sociedade de Varsóvia. A conferência foi destinada principalmente às sociedades Ḥibbat Zion na Rússia, já que o movimento na Romênia havia enfraquecido significativamente. Havia muito poucas sociedades Ḥibbat Zion em outros países. Como os delegados da Rússia encontraram dificuldades para chegar na data marcado, a abertura da conferência foi adiada para 6 de novembro.

## Participantes

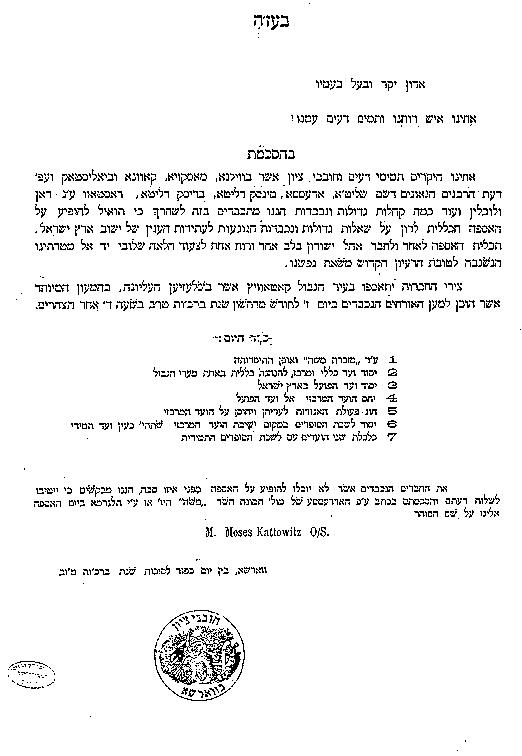
Convite para a conferência de Katowice

Compareceram à conferência vinte e dois delegados da Rússia e dez de outros países: seis da Alemanha, dois do Reino Unido, um da França e um da Romênia. A pedido da sociedade de Varsóvia, muitos outros grupos apresentaram propostas de organização e ação. Schapira, que não pôde comparecer, enviou um telegrama para salientar a importância de estabelecer instituições financeiras, incluindo um fundo geral judaico, cuja tarefa principal seria resgatar terras em Eretz Israel .

## Decisões
Por proposta de Pinsker, a conferência criou uma instituição chamada Agudat Montefiore para promover a agricultura entre os judeus e apoiar o assentamento judaico em Eretz Israel. Foi decidido o envio imediato de 10.000 francos para Petaḥ Tikvah e 2.000 rublos para Yesud ha-Ma'alah . Também foi decidido o envio de um emissário confiável a Eretz Israel para investigar a situação das colônias ali. Dezenove membros foram eleitos para o comitê central, incluindo Leon Pinsker (presidente), Samuel Mohilewer (presidente), Kalonymus Ze'ev Wissotzky, Judah Leib ben Moses Kalischer (filho de Ẓevi Hirsch Kalischer ), Max Emmanuel Mandelstamm, Ch. Wollrauch e outros.
Na primeira reunião do comitê central, que ocorreu na época da conferência, foi decidido que dois comitês, um em Odessa e outro em Varsóvia, deveriam administrar temporariamente os assuntos da organização. O comitê central, a ser liderado por Pinsker, residiria temporariamente em Odessa, e um subcomitê seria estabelecido em Varsóvia, subordinado a Pinsker. Kalischer anunciou sua apresentação das terras adquiridas por seu pai perto do Túmulo de Raquel ao comitê central.